# 강원특별자치도의 중학교 목록
다음 목록은 강원특별자치도에 있는 중학교 목록이다.

## 가
가곡중학교 · 
가정중학교 · 
간동중학교 · 
갑천중학교 · 
강릉중학교 · 
강릉해람중학교 · 
강림중학교 · 
강서중학교 · 
강원중학교 · 
강원체육중학교 · 
강현중학교 · 
거진중학교 · 
경포중학교 · 
계촌중학교 · 
고성중학교 · 
고한중학교 · 
공근중학교 · 
관동중학교 · 
광판중학교 · 
귀래중학교 · 
근덕중학교 · 
기린중학교 · 
김화여자중학교 · 
김화중학교

## 나
나전중학교 · 
남원주중학교 · 
남춘천여자중학교 · 
남춘천중학교 · 
내면중학교 · 
내촌중학교 · 
녹전중학교

## 다
단구중학교 · 
대관령중학교 · 
대동여자중학교 · 
대룡중학교 · 
대암중학교 · 
대진중학교 · 
대화중학교 · 
도계중학교 · 
동광중학교 · 
동명중학교 · 
동산중학교 · 
동해광희중학교 · 
동해삼육중학교 · 
동해중학교 · 
동화중학교 · 
두촌중학교 · 
둔내중학교

## 마
마차중학교 · 
묵호중학교 · 
문곡중학교 · 
문막중학교 · 
미로중학교 · 
미탄중학교

## 바
반곡중학교 · 
방산중학교 · 
버들중학교 · 
봄내중학교 · 
봉래중학교 · 
봉의중학교 · 
봉평중학교 · 
부론중학교 · 
북원중학교 · 
북평중학교

## 사
사내중학교 · 
사북중학교 · 
사천중학교 · 
삼일중학교 · 
삼척중학교 · 
상남중학교 · 
상동중학교 · 
상서중학교 · 
상장중학교 · 
상지여자중학교 · 
서석중학교 · 
서원중학교 · 
서화중학교 · 
석정여자중학교 · 
석천중학교 · 
설악중학교 · 
설온중학교 · 
섬강중학교 · 
세연중학교 · 
소양중학교 · 
속초중학교 · 
속초해랑중학교 · 
솔올중학교 · 
신남중학교 · 
신림중학교 · 
신철원중학교 · 
신포중학교 · 
쌍룡중학교

## 아
안흥중학교 · 
양구중학교 · 
양덕중학교 · 
양양중학교 · 
여량중학교 · 
예람중학교 · 
연당중학교 · 
영월중학교 · 
옥계중학교 · 
옥동중학교 · 
왕산중학교 · 
용전중학교 · 
용하중학교 · 
우석중학교 · 
우천중학교 · 
원덕중학교 · 
원주대성중학교 · 
원주삼육중학교 · 
원주여자중학교 · 
원주중학교 · 
원통중학교 · 
유봉여자중학교 · 
육민관중학교 · 
율곡중학교 · 
인제중학교 · 
임계중학교 · 
임원중학교

## 자
정선중학교 · 
주문진중학교 · 
주천중학교 · 
지정중학교 · 
진광중학교 · 
진부중학교

## 차
창촌중학교 · 
철암중학교 · 
철원여자중학교 · 
철원중학교 · 
청아중학교 · 
청일중학교 · 
춘성중학교 · 
춘천중학교 · 
치악중학교

## 타
태백중학교 · 
태장중학교 · 
퇴계중학교

## 파
팔렬중학교 · 
평원중학교 · 
평창중학교

## 하
하랑중학교 · 
하슬라중학교 · 
하장중학교 · 
학성중학교 · 
한서중학교 · 
함백중학교 · 
함태중학교 · 
해안중학교 · 
현남중학교 · 
현북중학교 · 
호저중학교 · 
홍천여자중학교 · 
홍천중학교 · 
화동중학교 · 
화천중학교 · 
화촌중학교 · 
황둔중학교 · 
황지중학교 · 
횡성중학교 · 
후평중학교